# Denny's
Denny's is een Amerikaanse koffiebar en familierestaurantketen. Het is een typisch Amerikaanse diner. Het bedrijf heeft in de jaren 2020 meer dan 1.600 locaties in de Verenigde Staten (inclusief Puerto Rico), Canada, Curaçao, Costa Rica, Honduras, Jamaica, Japan, Mexico, Nieuw-Zeeland, Qatar en de Verenigde Arabische Emiraten, Filipijnen. Denny's is vooral bekend doordat vestigingen 24 uur per dag open zijn en omdat men er terechtkan voor een ontbijt, een lunch, een diner en een dessert. De restaurants bevinden zich meestal aan een afrit van een snelweg, in de buurt van een bar en in werkgebieden.

## Geschiedenis
Richard Jezak en Harold Butler hebben Denny's opgericht in 1953 als Danny's Donuts in Lakewood, Californië. In 1959 bestond de keten uit 20 restaurants en is de naam veranderd om verwarring te voorkomen met de naam van een andere keten: Doughnut Dan's. Het bedrijf bleef maar doorgroeien en in 1981 waren er 1.000 restaurants. Drie jaar eerder in 1978 was net het nog steeds populaire Grand Slam ontbijt geïntroduceerd. In 1994 werd Denny's hoofdsponsor van het goede doel Save the Children.
Denny's hoofdgebouw bevond zich tot 1991 in Irvine, Californië daarna is het verhuisd naar Spartanburg in South Carolina, naar het hoofdgebouw van Trans World Corporation. Trans World Corporation had Denny's opgekocht in 1987. In 1992 werd  TW Corporation voor 47% eigendom van Kohlberg Kravis Roberts en veranderde de naam van TW Corporation naar Flagstar. Uiteindelijk bleek dat Denny's zo domineerde dat de naam nogmaals werd veranderd naar Denny's Corporation.
Denny's bestaat in 2021 uit 1.640 restaurants in 14 landen wereldwijd.  De meeste vestigingen, 1487 in 2021, zijn in de 50 staten van de Verenigde Staten, maar eveneens in Canada, Puerto Rico en Mexico. In Japan zijn er 578 onder licentie van de dochteronderneming Seven & I Holdings en 7 locaties in Nieuw-Zeeland. Ook is er een Denny's verbonden aan het Holiday Beach Hotel in Willemstad op Curaçao.
Voor een lange tijd bood Denny's gratis maaltijden aan op iemands verjaardag wat bestond uit een beperkt aantal menu's. In 1993 hield dit ritueel op, alleen af en toe wordt het nog gedaan door franchise-ondernemingen. Een gratis Grand Slam ontbijt wordt sinds 2009 enkel nog aangeboden onder bepaalde voorwaarden.
In 2010 heeft Denny's aangekondigd te willen uitbreiden naar de Britse markt. Tegelijkertijd was er een grote uitbreiding binnen de Verenigde Staten omdat Pilot Flying J begon met het openen van Denny's-locaties langs snelwegen.
In 2017 opende het eerste Europese filiaal in Swansea in het Verenigd Koninkrijk.

## Keuring
In oktober 2004 zond Dateline NBC een programma uit met de titel Dirty Dining waarbij de populairste 10 familieketens  in de Verenigde Staten onderzocht waaronder Denny's. Hierbij werd gekeken of er overtredingen waren die kunnen leiden tot nadelige gevolgen voor de klanten hun gezondheid. Denny's had de minste overtredingen van de 10 restaurants die waren beoordeeld door Dateline.

## Discriminatie
In de begin jaren 90 was Denny's betrokken bij een reeks discriminatie-rechtszaken met betrekking tot het minder service leveren aan onder andere zwarte mensen.
In 1994 werd een rechtszaak aangespannen door duizenden zwarte klanten die dienst was geweigerd, die langer moesten wachten dan blanken en meer moesten betalen. Denny's kwam tot een schikking van $54.500.000, de grootste onder de wetgeving die 30 jaar eerder was ingevoerd om segregatie in openbare gelegenheden tegen te gaan. Na deze schikking begon Denny's met een antidiscriminatie-trainingsprogramma voor alle medewerkers. Denny's heeft ook hun pr-beeld veranderd door zwarte mensen te laten optreden in hun reclames. In 2001 werd Denny's door Fortune Magazine gekozen tot 'vriendelijkste maatschappij tegen minderheden'.